# Воропаево (Витебская область)
Воропа́ево (бел. Варапаева) — городской посёлок в Поставском районе Витебской области Беларуси. Административный центр Воропаевского сельсовета.
Численность населения — 2 111 человек (на 1 января 2025 года).

## География
Расположен в 135 км на север от Минска на реке Голбица.
Узловая железнодорожная станция на линиях Крулевщизна — Лынтупы;Воропаево — Друя.

## История

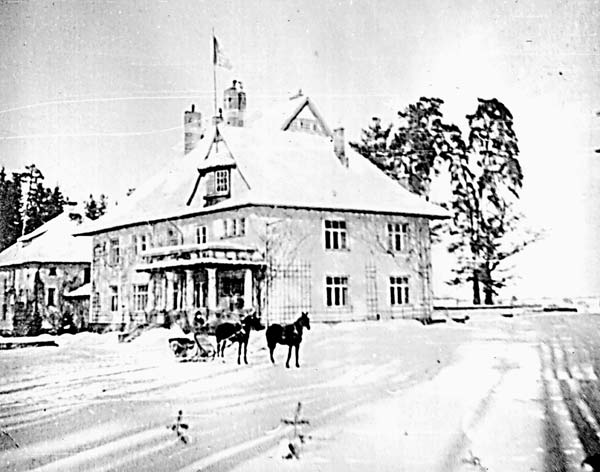
Усадьба Пшездецких в Воропаево (не позднее 1939 года)

Первые письменные упоминания Воропаево относятся к 1880 году. Поселение входило в состав Дисненского уезда. На территории Воропаево находилась ферма, которая принадлежала графине Пшездецкой. Здесь действовали кирпичный завод, водяная мельница с сукновальней и кабак. В 1896—1897 годах через Воропаево была проложена железная дорога.
Согласно Рижскому мирному договору (1921) Воропаево было включено в состав Польской Республики, получив статус центра гмины Дисненского повята Виленского воеводства. В Воропаево действовали лесопилка, кирпичное производство, водяная, паровая и электрическая мельницы. Был восстановлен разрушенный в годы Первой мировой войны дворец Пшездецких. Во дворце содержались крупная библиотека, коллекция оружия и музыкальных инструментов. В 1923 году были открыты начальная школа и клуб. В 1931—1937 годах в местном садовом питомнике работал Иван Сикора. В 1934 году была построена римско-католическая церковь Св. Михаила.
В 1939 году Воропаево вошло в состав Белорусской ССР, в Дуниловичский район Вилейской области. Во время Великой Отечественной войны с июня 1941 до 4 июля 1944 года Воропаево находилось под немецко-нацистской оккупацией.
8 июня 1950 года Воропаево обрело официальный статус городского посёлка и стало центром Дуниловичского района. 20 января 1960 года Воропаево вошло в состав Глубокского, с 1962 года — Поставского района..

## Население
Численность населения — 2 111 человек (на 1 января 2025 года).
| Численность населения:                                                                          |
| Графики недоступны из-за технических проблем. См. информацию на Фабрикаторе и на mediawiki.org. |

| Год         | 1959 | 1970  | 1979  | 1989  | 2006  | 2016  | 2018  | 2019  | 2020  | 2023 | 2024 | 2025   |
| ----------- | ---- | ----- | ----- | ----- | ----- | ----- | ----- | ----- | ----- | ---- | ---- | ------ |
| Численность | 2641 | ▲3704 | ▲4175 | ▼3719 | ▼2980 | ▼2571 | ▼2524 | ▼2502 | ▼2400 |      |      | ▼2 111 |

## Экономика

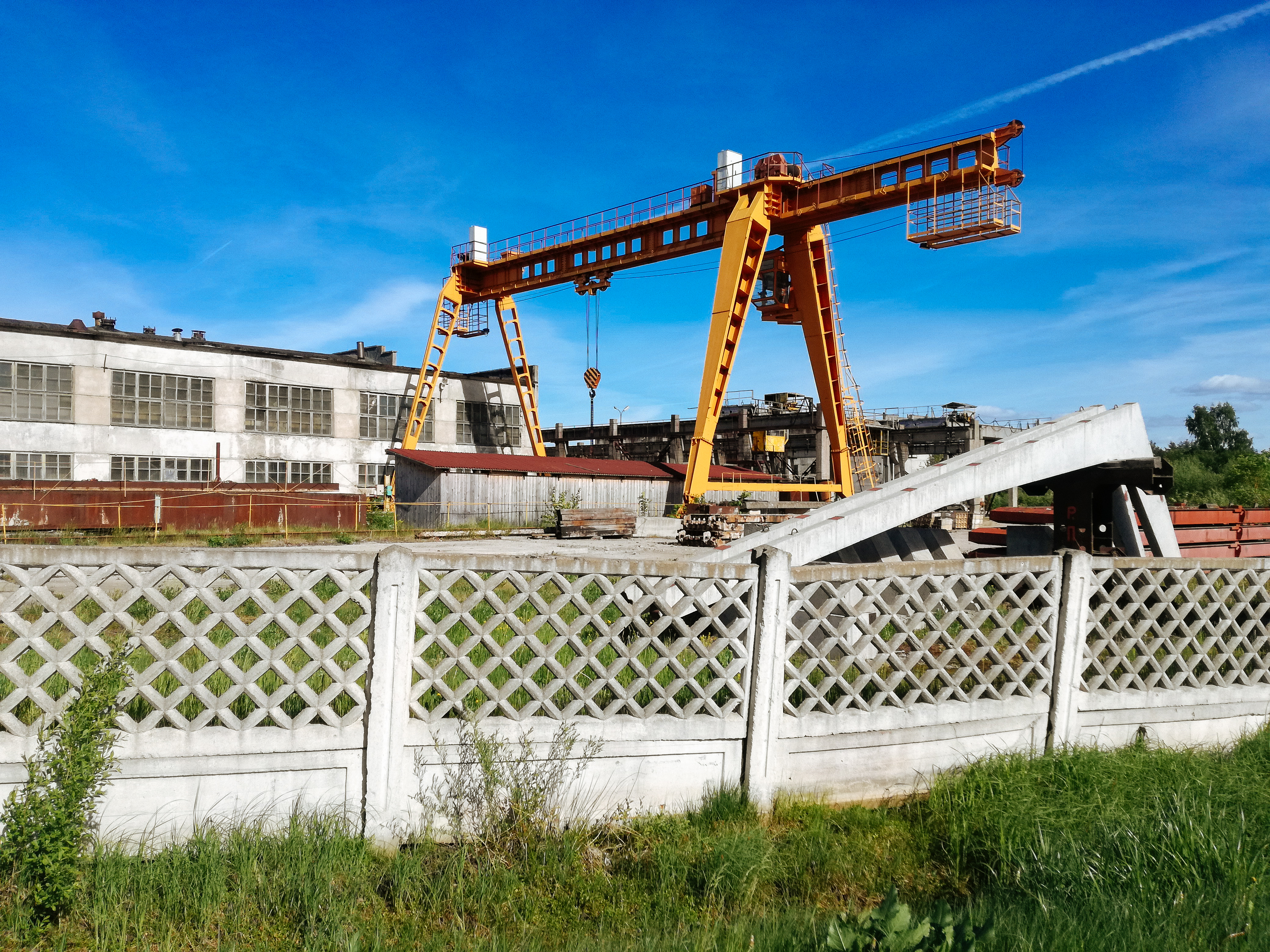
ДКУПП «Воропаевский завод железобетонных изделий»

- ДКУПП «Воропаевский завод железобетонных изделий» (банкрот с 2018 года; на предприятии работало 140 человек[13]);
- «ОАО Воропаевский Деревообрабатывающий Комбинат». ОАО Воропаевский ДОК занимался производством мебели. Среднесписочная численность работников составляла 230 человек. В 2008—2013 годах комбинат был дважды модернизирован, только в 2013 году было вложено 460 тысяч долларов. В 2019 году признан банкротом[13];
- Воропаевская дистанция пути БЖД.

## Здравоохранение
- "Воропаевская районная больница" на 50 коек (на 01.01.2021) и поликлиника на 100 посещений в смену

## Достопримечательности
- Православная Воскресенская церковь[бел.], деревянная (начало XX в.)
- Водяная мельница (начало XX в.)
- Северная брама (начало XX в.)
- Западная брама (начало XX в.)
- Ледовня (начало XX в.)
- Мост арочный (начало XX в.)
- Средняя школа, среди выпускников которой два члена НАН Беларуси - Мойсеенок А. Г. и Казаровец Н. В., композитор и хормейстер Сушко И. Ф.[бел.], доктор физико-математических наук Садовский А. П.[бел.]
- Остатки плодопитомника, в котором в 30-е годы трудился знаменитый садовод и селекционер И. П. Сикора
- Музыкальная школа, основанная в 1959 г. по результатам успехов воропаевских хоров под руководством Иосифа Сушко
- Римско-католический храм св. Михаила[бел.](1997)[14]

### Утраченное наследие
- Усадьба Пшездецких (начало XX в.)
- Костёл Святого Михаила 1934 г.